# Warunkowe przedterminowe zwolnienie
Warunkowe przedterminowe zwolnienie – w wymiarze sprawiedliwości, nadzorowane zwolnienie więźnia przed ukończeniem kary. Różni się od amnestii tym, że wyrok nadal jest ważny i możliwy jest powrót do więzienia w przypadku nieodpowiedniego zachowania w społeczeństwie.
W USA sądy mogą określić minimalny okres, zanim więzień będzie mógł starać się o przedterminowe zwolnienie. Przykładowo, istnieją m.in. wyroki bez podania dokładnej długości kary:
- 25 lat pozbawienia wolności, z możliwością warunkowego zwolnienia po 15 latach (ang. 15 to 25 years),
- dożywotnie pozbawienie wolności, z możliwością warunkowego zwolnienia po 15 latach (ang. 15 to life).

Drugi z powyższych przypadków znany jest jako dożywotnie pozbawienie wolności bez podania dokładnej długości kary (ang. indeterminate life sentence), a jego przeciwieństwem jest dożywotnie pozbawienie wolności bez możliwości warunkowego zwolnienia zwane bezwzględnym dożywotnim pozbawieniem wolności (ang. determinate life sentence).
W większości przypadków dobre zachowanie nie gwarantuje więźniowi przedterminowego zwolnienia. Inne czynniki mogące wpłynąć na decyzję o przyznaniu tego prawa wiążą się z przekonaniem o samowystarczalności więźnia po odbyciu kary (posiadanie stałego miejsca zamieszkania, zatrudnienia, zabezpieczenia socjalnego i innych). Wiele stanów wydaje wyroki na dożywotnie pozbawienie wolności bez możliwości warunkowego zwolnienia (w przypadku morderstwa), więc każdy więzień nieskazany na karę śmierci lub za morderstwo może ubiegać się o przedterminowe zwolnienie. Jeden stan, Alaska, dopuszcza możliwość warunkowego zwolnienia w tych przypadkach. 
Większość państw, które przewidywały w swoich kodeksach karnych karę bezwzględnego dożywotniego pozbawienia wolności, jak np. Niemcy i Meksyk, zlikwidowały ją, jako że stanowi ona karę okrutną, niehumanitarną, pozbawiającą skazanych wszelkiej nadziei na wyjście na wolność, nawet w sytuacji, gdy ich zachowanie poprawi się do tego stopnia, iż nie będą już stwarzać zagrożenia dla społeczeństwa. Tak stwierdził m.in. niemiecki Federalny Trybunał Konstytucyjny (Bundesverfassungsgericht) w swoim
wyroku z dnia 21 czerwca 1977. Także Europejski Trybunał Praw Człowieka w Strasburgu wielokrotnie wypowiedział się w swoich orzeczeniach na ten temat. Zgodnie z utrwaloną linią orzeczniczą Trybunału, kara dożywotniego pozbawienia wolności bez możliwości warunkowego przedterminowego zwolnienia stanowi naruszenie art. 3 Europejskiej Konwencji Praw Człowieka, zakazującego tortur, nieludzkiego i poniżającego traktowania i karania. Możliwość warunkowego przedterminowego zwolnienia nie oznacza jednak zapewnienia skazanemu prawa do wcześniejszego opuszczenia zakładu karnego – należy ją rozumieć jako okresową kontrolę dalszej zasadności odbywania przez niego kary, dokonywaną przez władze krajowe. Kontrola taka ma na celu ustalenie poprawy i postępów w resocjalizacji więźnia, a skazany już od momentu wydania wyroku musi znać zasady jej prowadzenia oraz wiedzieć, jakie warunki powinien spełnić, aby przedterminowe zwolnienie stało się w jego wypadku możliwe. Trybunał stanął przy tym na stanowisku, że nie jest wystarczające wprowadzenie do prawa krajowego regulacji umożliwiających ułaskawienie skazanego na karę bezwzględnego dożywotniego pozbawienia wolności przez głowę państwa, zwolnienie go z zakładu karnego ze względów humanitarnych (np. z powodu ciężkiej, nieuleczalnej choroby) lub też przyjęcie amnestii przez parlament. Rozwiązania te nie zapewniają bowiem realnej możliwości wcześniejszego opuszczenia zakładu karnego, gdyż udzielenie zwolnienia na ich podstawie nie podlega żadnym przesłankom zależnym od zachowania skazanego. W szczególności w odniesieniu do aktu łaski, w orzecznictwie Trybunału wskazano, że jest to akt czysto dyskrecjonalny, który nie wymaga podawania jakiegokolwiek uzasadnienia; zwykle brak jest też jakichkolwiek wytycznych do oceny wniosku skazanego w tym zakresie, a zatem nie wie on, jakie kryteria powinny być spełnione, by jego wniosek o ułaskawienie został rozpatrzony pozytywnie i kara dożywotniego pozbawienia wolności mogła mu zostać skrócona.
Przed przyznaniem warunkowego zwolnienia więzień musi zaakceptować pewne warunki. Z reguły wymaga się, aby osoba przebywająca na warunkowym zwolnieniu spotykała się regularnie z kuratorem, który ustala sposób postępowania oraz czuwa nad dostosowaniem się więźnia do społeczeństwa i nadzoruje wykonanie przez niego warunków przedterminowego zwolnienia (przeważnie są to: przebywanie w domu w określonych godzinach, posiadanie stałego zatrudnienia, nieukrywanie się przed wymiarem sprawiedliwości, nieużywanie narkotyków oraz czasami także alkoholu). W niektórych przypadkach nadzór nad taką osobą może zostać zakończony przed terminem, jeśli spełnianie warunków przedterminowego zwolnienia nie jest już konieczne dla ochrony społeczeństwa (przeważnie chodzi o osoby w podeszłym wieku).
W Chinach więźniowie często otrzymują zwolnienie warunkowe w celach medycznych, jeśli leczenie nie może odbywać się w więzieniu. Często stan pacjentów nie jest poważny, jednak jest to usprawiedliwienie dla zwolnienia politycznych dysydentów bez uznania niesprawiedliwości wyroku przez rząd.

## Warunkowe przedterminowe zwolnienie w Polsce
Zasady udzielania warunkowego przedterminowego zwolnienia z odbycia części kary pozbawienia wolności, w tym także kary pozbawienia wolności odbywanej poza zakładem karnym w systemie dozoru elektronicznego określa Kodeks karny. Określała je także ustawa o wykonywaniu kary pozbawienia wolności poza zakładem karnym w SDE. Szczegóły wykonania i odwołania zawarte są w Kodeksie karnym wykonawczym.
W przedmiocie warunkowego przedterminowego zwolnienia orzeka sąd penitencjarny, którym jest wydział penitencjarny sądu okręgowego i który jest właściwy na miejsce pobytu skazanego.

### Przesłanki materialne
Skazanego na karę pozbawienia wolności sąd może warunkowo zwolnić z odbycia reszty kary tylko wówczas, gdy:
1. jego postawa,
2. jego właściwości i warunki osobiste,
3. okoliczności popełnienia przestępstwa,
4. zachowanie po popełnieniu przestępstwa i w czasie odbywania kary,

uzasadniają przekonanie, iż skazany po zwolnieniu będzie przestrzegał porządku prawnego, w szczególności – nie popełni ponownie przestępstwa (art. 77 kk).

### Przesłanki formalne
- Skazanego na karę pozbawienia wolności w wymiarze poniżej 25 lat można warunkowo zwolnić po odbyciu przez niego co najmniej ½ (połowy) kary.
- Skazanego – recydywistę (określonego w art. 64 § 1 k.k.) można warunkowo zwolnić po odbyciu 2/3 (dwóch trzecich) kary.
- Skazanego – multirecydywistę (określonego w art. 64 § 2 k.k. lub 64a) można warunkowo zwolnić po odbyciu ¾ (trzech czwartych) kary.
- Skazanego, określonego w art. 65 § 1 k.k. można warunkowo zwolnić po odbyciu ¾ (trzech czwartych) kary, to samo dotyczy osoby, która bezprawnie utrudniała wykonanie kary.
- Skazanego na karę co najmniej 25 lat pozbawienia wolności można warunkowo zwolnić po odbyciu 15 lat kary.
- Skazanego na karę dożywotniego pozbawienia wolności po odbyciu 30 lat kary[4].

W indywidualnych przypadkach sąd wydając wyrok skazujący może zaostrzyć powyższe wymagania czasowe. Od 1 października 2023 r. w szczególnie uzasadnionych przypadkach w razie wymierzenia kary dożywotniego pozbawienia wolności można zakazać warunkowego przedterminowego zwolnienia. Takie rozwiązanie jest jednak niezgodne z podpisaną przez Polskę Europejską Konwencją Praw Człowieka

### Warunkowe przedterminowe zwolnienia na zasadach szczególnych
Skazanego można warunkowo zwolnić w każdym czasie bez ograniczeń wynikających z ww. przesłanek formalnych, jeżeli równocześnie:
- korzystał co najmniej przez jeden rok z przerwy w wykonaniu kary pozbawienia wolności,
- odbył co najmniej 6 miesięcy kary,
- kara lub suma kar do odbycia nie przekracza 3 lat pozbawienia wolności.

### Okres próby
Czas pozostałej do odbycia kary stanowi okres próby.
- W razie warunkowego zwolnienia – nie może on być krótszy niż 2 lata ani dłuższy niż 5 lat – art. 80 § 1 k.k.
- Odnośnie do skazanego – multirecydywisty, jak i skazanego w warunkach art. 65 § 1 k.k. – okres próby nie może być krótszy niż 3 lata. To samo dotyczy osoby, która bezprawnie utrudniała wykonanie kary.
- W razie warunkowego zwolnienia z kary co najmniej 25 lat pozbawienia wolności – okres próby wynosi 10 lat. W przypadku kary dożywotniego pozbawienia wolności okres ten trwa dożywotnio (przed 1 października 2023 r. trwał także 10 lat).

Warunkowo zwalniając skazanego za przestępstwo określone w art. 197-203 k.k., młodocianego sprawcy przestępstwa umyślnego oraz określonego w art. 64 i 65 k.k., a także skazanego na karę dożywotniego pozbawienia wolności – obowiązkowe jest oddanie pod dozór kuratora sądowego.
Jeżeli w okresie próby i w ciągu dalszego roku (przed 1 października 2023 r. 6 miesięcy) nie odwołano warunkowego zwolnienia, karę uważa się za odbytą – z chwilą warunkowego zwolnienia – art. 82 § 1 k.k.

### Odwołanie
Warunkowe przedterminowe zwolnienie ulega odwołaniu obligatoryjnie, jeśli skazany w okresie próby:
- popełnił przestępstwo umyślne, za które orzeczono prawomocnie karę pozbawienia wolności,
- uchyla się od wykonania obowiązków, o których mowa w art. 159 § 1 K.k.w.,
- uchyla się od dozoru, nałożonych obowiązków lub orzeczonych środków karnych,
- w inny sposób rażąco naruszył porządek prawny, a w szczególności popełnił inne przestępstwo,
- ponownie dopuszcza się okoliczności wskazanych powyżej (oprócz okoliczności pierwszej) po udzieleniu pisemnego upomnienia przez sądowego kuratora zawodowego.

Sąd odwołuje również warunkowe zwolnienie, jeżeli zwolniony, skazany za przestępstwo popełnione z użyciem przemocy lub groźby bezprawnej wobec osoby najbliższej lub innej osoby małoletniej zamieszkujących wspólnie ze sprawcą, w okresie próby rażąco narusza porządek prawny, ponownie używając przemocy lub groźby bezprawnej wobec osoby najbliższej lub innej osoby małoletniej zamieszkujących wspólnie ze sprawcą.
W razie odwołania warunkowego zwolnienia – ponowne warunkowe zwolnienie nie może nastąpić przed upływem roku od osadzenia skazanego w zakładzie karnym, a w wypadku 
kary dożywotniego pozbawienia wolności – przed upływem 5 lat. Okresu próby nie zalicza się na poczet kary. Jeżeli w okresie próby i w ciągu 6 miesięcy od jej zakończenia nie odwołano warunkowego zwolnienia, karę uważa się za odbytą z chwilą otrzymania tegoż warunkowego zwolnienia.

### Właściwość sądu
W sprawach związanych z wykonaniem orzeczenia o warunkowym zwolnieniu oraz w sprawie odwołania warunkowego zwolnienia właściwy jest sąd penitencjarny, który udzielił zwolnienia, a jeżeli zwolniony pozostaje pod dozorem – sąd penitencjarny, w którego okręgu dozór jest wykonywany – art. 163 § 1 k.k.w.